# دریک کوان
دریک کوان (به انگلیسی: Derek Kevan) زادهٔ ۶ مارس ۱۹۳۵ بازیکن فوتبال اهل انگلستان بود که سابقهٔ بازی در تیم ملی فوتبال انگلستان را در کارنامهٔ خود دارد. وی در تاریخ ۶ آوریل ۱۹۵۷ نخستین بازی ملی خود را در مقابل تیم ملی فوتبال اسکاتلند انجام داد و با حضور در ۱۴ بازی ملی، در تاریخ ۱۰ مه ۱۹۶۱ واپسین بازی ملی‌اش را در برابر تیم ملی فوتبال مکزیک برگزار کرد.
این بازیکن توانسته در بازی‌های ملی، ۸ گل به ثمر برساند.